# Uruguay en la clasificación de Conmebol para la Copa Mundial de Fútbol de 2018
La Selección de fútbol de Uruguay es uno de los diez equipos nacionales que participó en la Clasificación de Conmebol para la Copa Mundial de Fútbol, en la que se definió los representantes de Conmebol para la Copa Mundial de Fútbol de 2018 que se desarrolla en Rusia.
La etapa preliminar —también denominada eliminatorias— se jugó en América del Sur desde el 9 de octubre de 2015 hasta octubre de 2017.

## Sistema de juego
El sistema de juego de las eliminatorias consistió por sexta ocasión consecutiva, en enfrentamientos de ida y vuelta todos contra todos, con un total 18 jornadas.
Luego de 4 ediciones con los partidos ya designados, la Conmebol sorteó el calendario de partidos, en San Petersburgo el 25 de julio de 2015.
Los primeros cuatro puestos accedieron de manera directa a la Copa Mundial de Fútbol de 2018. La selección que logró el quinto puesto disputará una serie eliminatoria a dos partidos de ida y vuelta, frente a la selección clasificada de Asia, este proceso se conoce como repechaje o repesca.

## Jugadores

### Últimos convocados
- Lista de jugadores convocados para las fechas FIFA de octubre.

## Proceso de clasificación
El calendario quedó establecido en el sorteo preliminar de la Copa Mundial de Fútbol 2018 que se realizó el 25 de julio de 2015 en el Palacio Konstantínovski, San Petersburgo, Rusia.
El 27 de julio el jugador Edinson Cavani fue suspendido por dos partidos debido a un incidente en la Copa América 2015, además suspendieron por tres partidos al técnico Tabárez y a Mario Rebollo.

### Tabla final de posiciones
| Equipo    | Pts | PJ | PG | PE | PP | GF | GC | Dif. |
| --------- | --- | -- | -- | -- | -- | -- | -- | ---- |
| Brasil    | 41  | 18 | 12 | 5  | 1  | 41 | 11 | 30   |
| Uruguay   | 31  | 18 | 9  | 4  | 5  | 32 | 20 | 12   |
| Argentina | 28  | 18 | 7  | 7  | 4  | 19 | 16 | 3    |
| Colombia  | 27  | 18 | 7  | 6  | 5  | 21 | 19 | 2    |
| Perú      | 26  | 18 | 7  | 5  | 6  | 27 | 26 | 1    |
| Chile     | 26  | 18 | 8  | 2  | 8  | 26 | 27 | -1   |
| Paraguay  | 24  | 18 | 7  | 3  | 8  | 19 | 25 | -6   |
| Ecuador   | 20  | 18 | 6  | 2  | 10 | 26 | 29 | -3   |
| Bolivia   | 14  | 18 | 4  | 2  | 12 | 16 | 38 | -22  |
| Venezuela | 12  | 18 | 2  | 6  | 10 | 19 | 35 | -16  |

### Evolución de posiciones
| País / Fecha | 1   | 2   | 3   | 4   | 5   | 6   | 7   | 8   | 9   | 10  | 11  | 12  | 13  | 14  | 15  | 16  | 17  | 18  |
| ------------ | --- | --- | --- | --- | --- | --- | --- | --- | --- | --- | --- | --- | --- | --- | --- | --- | --- | --- |
| Uruguay      | 1.º | 1.º | 3.º | 2.º | 2.º | 1.º | 2.º | 1.º | 1.º | 2.º | 2.º | 2.º | 2.º | 3.º | 3.º | 2.º | 2.º | 2.º |

### Puntos obtenidos contra cada selección durante las eliminatorias
La siguiente es una tabla detallada de los 31 puntos obtenidos contra cada una de las 9 selecciones que enfrentó la Selección uruguaya durante las eliminatorias. 
| VS        | Bandera de Argentina | Bandera de Bolivia | Bandera de Brasil | Bandera de Chile | Bandera de Colombia | Bandera de Ecuador | Bandera de Paraguay | Bandera de Perú | Bandera de Venezuela | Total |
| --------- | -------------------- | ------------------ | ----------------- | ---------------- | ------------------- | ------------------ | ------------------- | --------------- | -------------------- | ----- |
| Local     | 1                    | 3                  | 0                 | 3                | 3                   | 3                  | 3                   | 3               | 3                    | 22    |
| Visitante | 0                    | 3                  | 1                 | 0                | 1                   | 0                  | 3                   | 0               | 1                    | 9     |
| Total     | 1                    | 6                  | 1                 | 3                | 4                   | 3                  | 6                   | 3               | 4                    | 31    |

## Partidos

### Primera vuelta
| 8 de octubre de 2015, 17:00 | Bolivia                                                                | 0:2 (0:1) | Uruguay                                                     | Estadio Hernando Siles, La Paz                               |                                                              |
|                             | J. Torrico 19', 70' · F. Martelli 40' · J. Campos 63' · J. C. Arce 77' | Reporte   | 9' M. Cáceres · 66' M. Corujo · 68' D. Godín · 72' D. Rolán | Asistencia: 38 730 espectadores Árbitro(s): Patricio Loustau | Asistencia: 38 730 espectadores Árbitro(s): Patricio Loustau |

| 13 de octubre de 2015, 20:00 | Uruguay                                                        | 3:0 (1:0) | Colombia                                                                    | Estadio Centenario, Montevideo                          |                                                         |
|                              | D. Godín 33' · D. Rolán 51' · M. Corujo 58' · A. Hernández 87' | Reporte   | 35' J. Murillo · 61' F. Castillo · 66' S. Arias · 92' J. Guillermo Cuadrado | Asistencia: 40 124 espectadores Árbitro(s): Heber Lopes | Asistencia: 40 124 espectadores Árbitro(s): Heber Lopes |

| 13 de noviembre de 2015, 18:00 | Ecuador | 2:1 (1:0) | Uruguay                                       | Estadio Olímpico Atahualpa, Quito                           |                                                             |
|                                | P. Quiñónez 17' · F. Caicedo 22' · F. Martínez 59' · J. C. Paredes 76' · G. Achilier 77' · A. Domínguez 80' | Reporte   | 33' M. Pereira · 48' E. Cavani · 86' D. Godín | Asistencia: 35 982 espectadores Árbitro(s): Ricardo Marques | Asistencia: 35 982 espectadores Árbitro(s): Ricardo Marques |

| 17 de noviembre de 2015, 20:00 | Uruguay                                                                                   | 3:0 (1:0) | Chile                                                                       | Estadio Centenario, Montevideo                            |                                                           |
|                                | M. Corujo 18' · D. Godín 21' , 22' · M. Pereira 50' · Á. Pereira 61' 69' · M. Cáceres 64' | Reporte   | 14' A. Vidal · 21' G.Medel · 48' A. Sánchez · 62' M. Díaz · 92' J. Valdivia | Asistencia: 65 000 espectadores Árbitro(s): Wilmar Roldán | Asistencia: 65 000 espectadores Árbitro(s): Wilmar Roldán |

| 25 de marzo de 2016, 21:45 | Brasil                                                                 | 2:2 (2:1) | Uruguay                            | Arena Pernambuco, Recife                                  |                                                           |
|                            | D. Costa 1' · R. Augusto 26' · Neymar 63' · D. Alves 76' · D. Luiz 82' | Reporte   | 31' E. Cavani · 48', 56' L. Suárez | Asistencia: 45 010 espectadores Árbitro(s): Néstor Pitana | Asistencia: 45 010 espectadores Árbitro(s): Néstor Pitana |

| 29 de marzo de 2016, 20:00 | Uruguay       | 1:0 (0:0) | Perú                            | Estadio Centenario, Montevideo                             |                                                            |
|                            | E. Cavani 52' | Reporte   | 32' C. Ramos · 60' L. Advíncula | Asistencia: 61 520 espectadores Árbitro(s): Roddy Zambrano | Asistencia: 61 520 espectadores Árbitro(s): Roddy Zambrano |

| 1 de septiembre de 2016, 20:30 | Argentina    | 1:0 (1:0) | Uruguay | Estadio Malvinas Argentinas, Mendoza                       |                                                            |
|                                | L. Messi 43' | Reporte   |         | Asistencia: 42 000 espectadores Árbitro(s): Julio Bascuñán | Asistencia: 42 000 espectadores Árbitro(s): Julio Bascuñán |

| 6 de septiembre de 2016, 20:00 | Uruguay                                                                            | 4:0 (3:0) | Paraguay | Estadio Centenario, Montevideo                             |                                                            |
|                                | J. M. Giménez 10' · E. Cavani 18', 54' · C. Rodríguez 42' · L. Suárez 45+1' (pen.) | Reporte   |          | Asistencia: 40 100 espectadores Árbitro(s): Wilton Sampaio | Asistencia: 40 100 espectadores Árbitro(s): Wilton Sampaio |

| 6 de octubre de 2016 | Uruguay                                  | 3:0 (1:0) | Venezuela                                                  | Estadio Centenario, Montevideo                          |                                                         |
|                      | N. Lodeiro 29', 50' · E. Cavani 46', 79' | Reporte   | 41', 65' O. Vizcarrondo · 48' A. Figuera · 85' A. González | Asistencia: 41 992 espectadores Árbitro(s): Raúl Orosco | Asistencia: 41 992 espectadores Árbitro(s): Raúl Orosco |

### Segunda vuelta
| 11 de octubre de 2016 | Colombia                     | 2:2 (1:1) | Uruguay                          | Estadio Metropolitano, Barranquilla                       |                                                           |
|                       | A. Aguilar 15' · Y. Mina 84' | Reporte   | 27' C. Rodríguez · 73' L. Suárez | Asistencia: 48.000 espectadores Árbitro(s): Nestor Pitana | Asistencia: 48.000 espectadores Árbitro(s): Nestor Pitana |

| 10 de noviembre de 2016 | Uruguay                        | 2:1 (2:1) | Ecuador        | Estadio Centenario, Montevideo |                             |
|                         | S. Coates 12' · D. Rolán 45+1' | Reporte   | 45' F. Caicedo | Árbitro(s): Víctor Carrillo    | Árbitro(s): Víctor Carrillo |

| 15 de noviembre de 2016 | Chile                                 | 3:1 (1:1) | Uruguay       | Estadio Nacional, Santiago  |                             |
|                         | E. Vargas 45+1' · A. Sánchez 60', 76' | Reporte   | 16' E. Cavani | Árbitro(s): Enrique Cáceres | Árbitro(s): Enrique Cáceres |

| 23 de marzo de 2017, 20:00 | Uruguay             | 1:4 (1:1) | Brasil                                | Estadio Centenario, Montevideo                               |                                                              |
|                            | E. Cavani 9' (pen.) | Reporte   | Paulinho 19', 52', 90+2' · Neymar 74' | Asistencia: 57 000 espectadores Árbitro(s): Patricio Loustau | Asistencia: 57 000 espectadores Árbitro(s): Patricio Loustau |

| 28 de marzo de 2017 | Perú                            | 2:1 (1:1) | Uruguay        | Estadio Nacional, Lima                                     |                                                            |
|                     | P. Guerrero 34' · E. Flores 62' | Reporte   | C. Sánchez 30' | Asistencia: 41 656 espectadores Árbitro(s): Julio Bascuñán | Asistencia: 41 656 espectadores Árbitro(s): Julio Bascuñán |

| 31 de agosto de 2017 | Uruguay | 0:0     | Argentina | Estadio Centenario, Montevideo |                             |
|                      |         | Reporte |           | Árbitro(s): Víctor Carrillo    | Árbitro(s): Víctor Carrillo |

| 5 de septiembre de 2017 | Paraguay      | 1:2 (0:0) | Uruguay                        | Estadio Defensores del Chaco, Asunción |                          |
|                         | Á. Romero 88' | Reporte   | F. Valverde 76' · G. Gómez 80' | Árbitro(s): Sandro Ricci               | Árbitro(s): Sandro Ricci |

| 5 de octubre de 2017 | Venezuela | 0:0     | Uruguay | Polideportivo de Pueblo Nuevo, San Cristóbal |                              |
|                      |           | Reporte |         | Árbitro(s): Anderson Daronco                 | Árbitro(s): Anderson Daronco |

| 10 de octubre de 2017 | Uruguay                                            | 4:2 (2:1) | Bolivia                     | Estadio Centenario, Montevideo |                             |
|                       | M. Cáceres 39' · E. Cavani 41' · L. Suárez 59' 75' | Reporte   | G. Silva 23' · D. Godín 78' | Árbitro(s): Ricardo Marques    | Árbitro(s): Ricardo Marques |

## Estadísticas

### Generales
| Pts | PJ | PG | PE | PP | GF | GC | Dif. | Resultado                |
| --- | -- | -- | -- | -- | -- | -- | ---- | ------------------------ |
| 31  | 18 | 9  | 4  | 5  | 32 | 20 | +12  | Clasificado a Rusia 2018 |

### Goleadores
| Jugador            | Goles | Jugada | Cabeza | Tiro libre | Penal |
| Edinson Cavani     | 10    | 7      | 2      | 0          | 1     |
| ------------------ | ----- | ------ | ------ | ---------- | ----- |
| Luis Suárez        | 5     | 4      | 0      | 0          | 1     |
| Diego Godín        | 3     | 1      | 2      | 0          | 0     |
| Martín Cáceres     | 3     | 2      | 1      | 0          | 0     |
| Cristian Rodríguez | 2     | 0      | 2      | 0          | 0     |
| Diego Rolán        | 2     | 2      | 0      | 0          | 0     |
| Álvaro Pereira     | 1     | 0      | 1      | 0          | 0     |
| Abel Hernández     | 1     | 1      | 0      | 0          | 0     |
| Nicolás Lodeiro    | 1     | 0      | 1      | 0          | 0     |
| Sebastián Coates   | 1     | 1      | 0      | 0          | 0     |
| Carlos Sánchez     | 1     | 1      | 0      | 0          | 0     |
| Federico Valverde  | 1     | 1      | 0      | 0          | 0     |

### Asistencias
| Jugador          | Asistencias |
| Carlos Sánchez   | 7           |
| ---------------- | ----------- |
| Luis Suárez      | 6           |
| Nicolás Lodeiro  | 2           |
| Christian Stuani | 2           |
| Álvaro Pereira   | 1           |
| Edinson Cavani   | 1           |
| Sebastián Coates | 1           |
| Gastón Ramírez   | 1           |

## Resultado final
| Uruguay            |
| Clasificado        |
|                    |
| 13.° participación |